# Hans Blum
Hans-Bernd Blum (Hannover, 23 mei 1928 – Overath, 15 maart 2024) was een Duitse schlagerzanger, componist, tekstschrijver en muziekproducent.

## Jeugd en opleiding
Hans Blum studeerde vanaf 1941 aan de Heeresmusikschule Bückeburg, waar hij contrabas, tuba en piano leerde spelen. Zijn muziekleraar, die contrabas speelde, schonk zijn instrument aan Blum. In 1943 meldde zich ene Hans Last aan op dezelfde muziekschool, die later onder de artiestennaam James Last grote successen vierde. In 1945 werd de school gesloten. Omdat Blum vóór 1 april 1929 werd geboren, moest hij nog in de nadagen van de Tweede Wereldoorlog zijn militaire dienstplicht vervullen.

## De jaren 1950

### Geller Quintet
Blum werd na zijn vrijlating uit de Franse krijgsgevangenschap lid bij het Bernd Rabe Swingtett, dat was gespecialiseerd in Amerikaanse swingmuziek. In 1948 formeerde hij het Geller Quintett, dat tot 1950 onder contract stond bij het Oostenrijkse label Austroton. De leden waren Joe Menke, Olga Geller, Paul Giese, Helga Giese en Hans Blum. De zanggroep werd veel geboekt als begeleidingsgroep voor artiesten als Ingrid Lutz, Vera Molnár en Angèle Durand. De laatste liet zich begeleiden bij de nummers September Song/Wenn Mademoiselle dich küsst (1951) en Die wilden Schwäne/Leg deine Hand in meine Hand (1953). Ook begeleidden ze Horst Winter bij het nummer Dreh dich doch einmal um (1952), Vico Torriani bij Madonna/Maddalena (1952) en Bruce Low bij Der Südwind, der weht/Tennessee Waltz (1952). Ze namen ook zelf nummers op, zoals Du bist für mich Cleopatra (1951) en Schlager-Revue (1951). Ook namen ze deel aan talrijke revuefilms, zoals Die verschleierte Maja (1951).

### Hansen Quartet
In 1950 richtte Blum het Hansen Quartet op, met als leden de zusters Ursula en Ingetraut Maschke, Joe Menke (gitaar) en Hans Blum (contrabas), dat naderhand nog enkele mutaties kende. In mei 1952 verliet Ursula Maschke de groep en voor haar in de plaats kwam Nana Gualdi. In juni 1953 vond wederom een mutatie plaats: Nana Gualdi en Joe Menke hadden de groep verlaten en in hun plaats kwamen Ingeborg Müller-Menckens en Rolf Simson. Vanaf juni 1954 gaf Rolf Simson het stokje over aan Tajo Giebeler. De groep speelde in 1953 ook live in Amerikaanse soldatenclubs.
Net als de evenwijdig producerende formatie Geller Quintet was ook het Hansen Quartet gespecialiseerd op begeleiding van schlagerzangers, waaronder Fred Bertelmann en Bruce Low, maar ook op deelname aan revuefilms. Bibi Johns maakte gebruik van hun diensten vanaf september 1954 (Katharina) tot 1957 en Fred Bertelmann vanaf november 1955 tot 1960 met Tina Marie/In Hamburg sind die Nächte lang.
Onder de eigen naam nam het Hansen Quartet en aantal nummers op, waaronder Trompeten-Joe (1955), Ragtime Joe/Guaracha (1955), Ich hab dich so lieb/Gut Nacht mein Schatz, gut Nacht (1956), Schön ist diese Abendstunde/Rosen in schönster Pracht (1956) en Adieu, Monsieur/So ist Paris (1956). Ze verleenden hun medewerking in de revuefilms Gruß und kuß vom Tegernsee (1957) en de bioscoopfilm Almenrausch und Edelweiß (Der starke Max aus Halifax, Liebling, denk an mich/Ich tanz heut ohne Schuh (1957).
Blum dirigeerde ook meerdere orkesten, die hij vaak een andere naam toekende, zoals Orchester Hans Blum, Die Hans Blum Band, Die Hans Blum Combo en Das Hans Blum Ensemble, dat met de Hansen Boys und Girls Will Brandes begeleidde met diens coverversie van Marina (1959). Daarna besloot hij om onder zijn eigen naam op te treden bij de coverversie van Charly Brown (The Coasters). Deze hit werd in stereo met overdubbing opgenomen, zodat de zang zich aanhoorde als een meerstemmige groep. Na publicatie in juni 1959 noteerde het nummer een 1e plaats in de hitlijsten en in de Bravo-Musikbox.

## De jaren 1960
De Deutsche Schlager-Festspiele werden door Blum drie maal gewonnen. In juni 1966 won Wencke Myhre met Beiß nicht gleich in jeden Apfel, in juli 1968 won Siw Malmkvist met Harlekin en in 1970 was Howard Carpendale succesvol met het nummer Das schöne Mädchen von Seite Eins (6e plaats). Al deze nummers zijn evergreens geworden. Voor Graham Bonney schreef Blum in totaal tien hits, waaronder Das Girl mit dem La-La-La (1966) en Siebenmeilenstiefel (1967). Toen in januari 1966 de Amerikaanse tv-serie Flipper voor het ZDF werd gesynchroniseerd, produceerde Blum de Duitse versie van de titelsong als Hans Delfin und seine Kinder. Het Japanse duo Peanuts scoorde in september 1967 met de Blum-compositie Bey Bey Yokohama.
In Rio de Janeiro was hij succesvol met het nummer Zucker im Kaffee (1969), dat werd gezongen door Erik Silvester tijdens het Festival International Da Canção, terwijl hij in Caracas bij het festival Ondo Nueva Duitsland drie maal vertegenwoordigde. In 1967 was hij niet alleen actief als componist, maar ook als dirigent. Zijn orkest speelde het nummer Swinging girls of Hamburg, ter ere van het Hamburgs televisieballet, dat een optreden had in de tv-uitzending Musik aus Studio B.
Een tapijtverkopende zigeunerin inspireerde Blum tot het maken van het nummer Zigeunerjunge, dat werd gezongen door Alexandra en was tevens de Duitse inbreng voor het 3e Intervisions Song Festival in Karlsbad in juni 1968. Met een 22e plaats was dit Alexandra's succesvolste notering. Het nummer Maskenball was gepland als Alexandra's tweede single, maar werd verdrongen door Sehnsucht – das Lied der Taiga, dat niet kwam uit de pen van Blum. Van het nummer Maskenball bestond een nooit uitgezonden filmgedeelte uit 1968, dat pas in 2000 werd gepubliceerd met een gelimiteerde oplage van 500 exemplaren. In 1968 werden ten minste 19 nummers van Blum gepubliceerd, waarvan zes voor Alexandra en in 1969 ten minste 31 titels.
In 1964 produceerde hij voor twee MSV Duisburg-fans het nummer Zebrastreifen weiß und blau …, dat nu nog bij thuiswedstrijden van MSV Duisburg wordt gespeeld.

## De jaren 1970 en later
In 1971 zong Katja Ebstein zijn compositie Ich glaube an die Liebe auf der Welt tijdens Ein Lied für Dublin en scoorde een 3e plaats. Zijn compositie Das Leben beginnt jeden Tag, gezongen door Sandra Haas, ging niet door naar de tweede ronde tijdens Ein Lied für Edinburgh. De Franse zangeres Séverine zong Jetzt geht die Party richtig los tijdens het Deutsche Schlager-Wettbewerb en scoorde daarmee een 6e plaats.

### Als Henry Valentino
Blum maakte in 1974 zijn comeback als artiest onder het pseudoniem Henry Valentino met het nummer Ich hab' dein Knie geseh'n, dat de 11e plaats behaalde. Toen hij in 1976 in de file stond, zag hij in de auto voor zich een schepsel met golvend haar, wat, naar later bleek, een langharige man was. Dit inspireerde hem voor het componeren van het nummer Im Wagen vor mir (1977, 8e plaats, 33 weken) met zangeres Uschi (Ursula Peysang) en was tevens de hoogste plaatsing onder het pseudoniem Henry Valentino. Van dit nummer werden meerdere parodistische coverversies gepubliceerd door meerdere artiesten. Vanaf 1980 volgden nog duetten met de toen 26-jarige Keulse zangeres Daffi Cramer.
Hildegard Knef nam Blums compositie Der alte Wolf (1974) over. Samen met Frank Farian en Fred Jay schreef hij voor Boney M. het nummer El Lute (1979, 1e plaats). Het bezongen personage bevond zich ten tijde van de publicatie in een Spaanse gevangenis en kreeg van Boney M. de door hun ontvangen Gouden Plaat. Zo nu en dan treedt hij op tijdens evenementen en talkshows, zoals de talkshow Kölner Treff op 29 april 2011.

## Als orkestleider
Blum bewees zich veelvuldig als orkestleider, zoals bij Bibi Johns met Das Glück hat noch keinen vergessen (1958), Dir zuliebe (1958) en twee verdere nummers, bij Bruce Low met Goodbey Sheriff (1959), voor de ep Lale Andersen singt plattdeutsche Lieder (1960) van Lale Andersen, bij de Hep Stars met Warten auf den Tag (1968) en bij Liesbeth List met Der Herr Marquis (1969).

## Als tekstdichter
Als tekstdichter schreef hij voor Graham Bonney het nummer Alle Kirschen (1970), voor Peter Beil Heute Nacht (1970), voor Rita Sandor Cassata in Milano (1970), voor Iwan Rebroff Mein Russland, du bist schön (1971), voor Renate Kern Andiamo Amigo (1973) en Schmetterling flieg (1975), voor Roy Black Wilde Kirschen blühen früh (1983) en voor Nicole Sommerregen van de lp So viele Lieder sind in mir (1983).

## Eurovisiesongfestival
Blum was viermaal vertegenwoordigd als auteur voor Duitsland bij het Eurovisiesongfestival. 
- Grand Prix Eurovision de la Chanson 1965: Ulla Wiesner won de Duitse voorronde met het nummer Paradies, wo bist du, maar werd in het Italiaanse Napels laatste.
- Op 19 februari 1966 behaalde Hanna Dölitsch[9] in de Duitse voorronde een 3e plaats met Blums nummer Das Zirkuskind.
- Eurovisiesongfestival 1967: Inge Brück behaalde met het nummer Anouschka een 8e plaats. Blum was de dirigent.
- Siw Malmkvist won de voorronde met het nummer Primaballerina (1969) en behaalde in Madrid een 9e plaats.
- Ingrid Peters won de voorronde met het nummer Über die Brücke geh'n en behaalde een 8e plaats in het Noorse Bergen. Ook hier was Blum dirigent.

## Privéleven
Op 5 mei 1956 huwde Blum met zijn kwartet-collega Ingetraut Maschke, die in 2020 overleed. Blum woonde in Overath bij Keulen, waar hij op 15 maart 2024 op 95-jarige leeftijd overleed.

## Discografie met Blum als vertolker
Als Geller-Quintett:
- 1951: Komm', geh' mit mir gemeinsam met Charles Nora
- 1951: Du bist für mich Cleopatra / Ade, Ade, Adele
- 1951: Schlager-Revue
- 1951: Nimm Dir nie eine Frau aus Kastilien
- 1951: Deine Augen seh' ich vor mir Tag und Nacht / Samt und Seide
- 1952: Dreh’ dich noch einmal um / Denk’ an mich met Horst Winter
- 1952: Jodel-Echo / Ich kann nun mal das Jodeln nicht mehr lassen met Vico Torriani
- 1952: Maria Dolores / Auf dem Canale Grande met Vico Torriani
- 1953: Stop / Happy, Happy Days (Wenn ich will, stiehlt der Bill für mich Pferde) met Vera Molnar

Als Hansen-Quartett:
- 1955: Es wird immer wieder Tag (The High And Mighty),
- 1955: Im Hotel Zum grünen Hut / Tu' doch nur nicht so
- 1956: Dudel-Dudel-Dandy / Arm oder reich
- 1956: Sambesi / Der Niko-Niko-Nikolaus
- 1956: Holiday am Wörthersee / Tip-tippi-tap
- 1956: Ich hab’ dich so lieb (I Got You on My Mind) / Gute Nacht, mein Schatz (Goodnight, Sweetheart, Goodnight)
- 1957: Dann denk an mich (My Happiness) / Wenn ich dich verliere (I Almost Lost my Mind)
- 1957: Deine Liebe (True Love) / Immer wieder liebe ich dich (Love me Tender)
- 1959: Heiß, heiß, heiß (sind die Nächte in Hawaii) / Wenn das Kreuz des Südens

Als Die Hansen-Boys und Girls (All Star Band, Ltg. Hans Blum):
- 1958: Darum träum' ich nur von Dir (All I Have to Do Is Dream)

Hans Blum:
- 1959: Charly Brown / Wer weiß warum
- 1960: Max und Moritz / Nein ich will das nicht

Rex & Ricki:
- 1959: Du bist mein Typ / Gänsehaut met Rex Gildo

Henry Valentino:
- 1974: Ich hab' Dein Knie gesehn' / Charly Brown
- 1975: Henry zeig dich mal ohne, ohne die Melone / Der alte Wolf
- 1977: Im Wagen vor mir / Sie nannten ihn Sunny-Boy – Henry Valentino & Uschi
- 1977: Grünes Licht für Rock'n'Roll / Auf 'ner Wolke mit 'ner Harfe – Henry Valentino & Uschi
- 1978: Wenn Du mich fragst, ich bin dabei, wir machen uns das schön wir zwei / Bitte versteh – Henry Valentino & Uschi
- 1978: Überholen verboten / Schönes fremdes Mädchen
- 1979: Das war'n die 50er Jahre / Der andere Morgen
- 1979: Ich steh’ im Halteverbot / Was wir aus Liebe tun – Henry Valentino & Daffi (Cramer)
- 1981: Die Frau am Steuer / Du bist Schuld – Henry Valentino & Uschi
- 1981: Liebes altes Haus / Auf mich wird niemand warten

- Biblioteca Nacional de España: XX1630172
- Gemeinsame Normdatei: 134331311
- International Standard Name Identifier: 0000 0001 1436 7047
- Library of Congress Control Number: no2006117204
- MusicBrainz: 440e04b2-02f0-44a0-ae33-6294c3681aaf
- Nationale Bibliotheek van Tsjechië: mzk2013763479
- Nationale Bibliotheek van Polen: a0000002657396
- Virtual International Authority File: 2520739
- WorldCat: E39PBJxxdRh6P4mcCbtd8t4Dv3